# 260 (tal)
260 är det naturliga talet som följer 259 och som följs av 261.

## Inom vetenskapen
- 260 Huberta, en asteroid.

## Inom matematiken
- 260 är ett jämnt tal.
- 260 är ett hendekagontal.
- 260 är ett Ulamtal.